# Jim Finn
(en) Statistiques sur pro-football-reference
James « Jim » Finn Jr., né le 9 décembre 1976 à Teaneck (New Jersey) est un joueur de football américain qui évoluait au poste de fullback dans la National Football League.
Il acquit le titre de Mr. Irrelevant lors de la draft NFL de 1999, en ayant été choisi comme dernier choix du dernier tour. Il a néanmoins remporté le Super Bowl XLII avec les Giants de New York, bien que n'ayant pas participé à un seul match de toute la saison pour cause de blessure.